# Heterodactylus lundii
Heterodactylus lundii — вид ящірок родини гімнофтальмових (Gymnophthalmidae). Ендемік Бразилії. Вид названий на честь данського фізика і зоолога Петера Вільгельма Лунда.

## Опис
Heterodactylus lundii — невелика ящірка з редукованими кінцівками, довжина якої (без врахування хвоста) становить 60 мм. Хвіст є вдвічі довшим за решту тіла.

## Поширення і екологія
Heterodactylus lundii мешкають в гірських районах Бразильського нагір'я, зокрема в гірських масивах Серра-да-Канастра, Серра-ду-Еспіньясу і Серра-ду-Кабрал. Вони живуть на високогірних луках кампос-рупестрес, на висоті від 900 до 1300 м над рівнем моря.

## Збереження
МСОП класифікує цей вид як такий, що перебуває під загрозою зникнення. Heterodactylus lundii є рідкісним видом плазунів, якому загрожує знищення природного середовища.